# Kedzie (línea Verde)
Kedzie es una estación en la línea Verde del Metro de Chicago. La estación se encuentra localizada en 3200 West Lake Street en Chicago, Illinois. La estación Kedzie fue inaugurada en marzo de 1894.  La Autoridad de Tránsito de Chicago es la encargada por el mantenimiento y administración de la estación. La estación está cerca del Chicago Center for Green Technology.

## Descripción
La estación Kedzie cuenta con 2 plataformas laterales y 2 vías. 

## Conexiones
La estación es abastecida por las siguientes conexiones: 
- Rutas del CTA Buses: #52 Kedzie/California